# 60609 Kerryprice
60609 Kerryprice è un asteroide della fascia principale. Scoperto nel 2000, presenta un'orbita caratterizzata da un semiasse maggiore pari a 2,6222632 UA e da un'eccentricità di 0,0570002, inclinata di 14,32190° rispetto all'eclittica.